# Mesoleptus circumspectus
Mesoleptus circumspectus är en stekelart som först beskrevs av Forster 1876.  Mesoleptus circumspectus ingår i släktet Mesoleptus och familjen brokparasitsteklar. Inga underarter finns listade i Catalogue of Life.